# ピール・ムハンマド・ジャハーンギール
ピール・ムハンマド・ジャハーンギール（1376年 - 1407年）は、ティムール朝の王族。ティムールの子ジャハーンギールの子。母はチャガタイ・ハン国のハン・バヤン・クリの娘ハニケ、あるいはヤサウリー部族出身のバフト・ムルクと考えられている。
過度の飲酒を好む人物と伝えられている。1404年にサマルカンドを訪れたカスティーリャ王国の使者ルイ・ゴンサレス・デ・クラヴィホは、ピール・ムハンマドの容姿について、黄褐色の肌をした髭の無い人物と記録している。

## 生涯

### 若年期
1376年、父ジャハーンギールの死から40日後に誕生した。
1391年のティムールのキプチャク草原遠征では、叔父シャー・ルフと共に首都サマルカンドの留守を預かった。翌1392年からの五年戦役には、ピール・ムハンマド・ジャハーンギールも従軍した。1397年末にはアフガニスタンに赴任し、現在のアフガニスタン・イスラム共和国の東半分にあたる地域を支配していた。
1397年末に祖父ティムールの命令を受けてインド侵攻を開始、クエッタ近辺のアフガン人を討ってインダス川に到達する。ピール・ムハンマドはインダス川を遡り、トゥグルク朝の有力者サーラング・カーンが知事を務めるムルターンに包囲を敷いた。6か月の包囲の末に食糧が欠乏したムルターンを攻略するが、ピール・ムハンマドの意外な苦戦を知ったティムールは親征を決意した。
ムルターン攻略後にピール・ムハンマドの軍は豪雨に見舞われて軍馬をすべて失い、ピール・ムハンマドに帰順していたインドの領主たちは翻意し、ムルターンへ進軍した。10月25日にピール・ムハンマドの軍はティムールの本隊と合流して窮地から救われ、軍馬の補充を受けて本隊に編入された。

### ティムールの死後
ティムールはピール・ムハンマドの兄ムハンマド・スルタンを帝国の後継者と考えていたが、1403年3月にムハンマド・スルタンが急死する。1404年、中国遠征前にサマルカンドで開かれた大祝宴で、ピール・ムハンマドが新たな後継者として祝宴の参加者に紹介された。
1405年2月18日にティムールがオトラルで没した時、ティムールはピール・ムハンマドを後継者をするように遺言した。この時にピール・ムハンマドはカンダハルに駐屯しており、祖父の死と遺言の内容を知るとサマルカンドに向かった。一方、サマルカンド近辺ではティムールの甥スルタン・フサインとピール・ムハンマドの従兄弟ハリール・スルタンがティムールの後継者の地位を主張しており、フサインを放逐したハリールがサマルカンドの主になっていた。
1405年末にピール・ムハンマドはアフガニスタンからバルフに移動し、シャー・ルフに協力を要請した。1406年2月にピール・ムハンマドはハリールと交戦するが、勝利の直前に指揮下のアミールの数人が逃亡したために敗北し、バルフに退却した。
1407年2月、ピール・ムハンマドは配下であるスルドゥズ部のピール・アリー・ターズによって暗殺された。ピール・アリー・ターズの反乱の理由については、ティムールの時代に解体されたスルドゥズ部の再統一、ミーラーン・シャーとハリールの示唆などが考えられている。
彼の死後に子のカイドゥがバルフに残されたが、カイドゥはシャー・ルフによって救出された。